# Gerola Sturzenbecker
Gerola Margareta Sturzenbecker, tidigare Lindahl, född 20 juli 1943 i Stockholm, är en svensk gymnast. Hon tävlade för Hammarbygymnasterna.
Sturzenbecker tävlade i sex grenar för Sverige vid olympiska sommarspelen 1960 i Rom. Vid olympiska sommarspelen 1964 i Tokyo tävlade hon i sex grenar.
Sturzenbecker blev svensk mästare i artistisk gymnastik 1959. 1968 fick hon en högskoletjänst för att utbilda gymnastiklärare i Caracas, Venezuela. 1980 råkade Sturzenbecker ut för en allvarlig hjärnskada.